# Mary Roachová
Mary Roach, přechýleně Mary Roachová (* 20. března 1959, Etna, Hanover, New Hampshire USA) je americká publicistka a autorka populárně-vědeckých knih.
V roce 1981 získala bakalářský titul z psychologie na Wesleyanské univerzitě. Pracovala jako nezávislá novinářka a tisková mluvčí zoologické zahrady v San Francisku, pro niž psala tiskové zprávy o tématech jako chirurgie sloních bradavic či potíže gepardů s blechami. Později psala humorné eseje do časopisů Sports Illustrated, Vogue, The New York Times Magazine, Discover, Outside, Reader's Digest a Gentlemen's Quarterly. Žije v Oaklandu v Kalifornii.
Je autorkou čtyř knih na neobvyklá a provokativní témata, z nichž první Stiff: The Curious Lives of Human Cadavers z roku 2003, která česky vyšla pod názvem Jak si žijí nebožtíci: Využití lidských ostatků ve vědeckém výzkumu, se stala bestsellerem New York Times. Další kniha Spook (Duchařina) o posmrtném životě se zabývá vědeckým základem nadpřirozených jevů, Bonk (Šoust) je o spojení vědy a sexu a Packing for Mars (Balíme na Mars: Jak se žije v prázdnotě) o zákulisí výzkumu vesmíru.